# Suillus sibiricus
Suillus sibiricus (Singer) Singer, Farlowia 2:260. 1945.
Il Suillus sibiricus è un fungo non commestibile appartenente alla famiglia delle Suillaceae. Cresce nelle zone montuose d'Europa, Nord America e Siberia in boschi di Pino cembro, con cui instaura un rapporto simbiotico molto stretto (micorriza). La specie è stata descritta per la prima volta dal micologo americano Rolf Singer nel 1945. Caratteristica evidente del Suillus sibiricus è la tendenza della base del gambo ad acquistare un color vinaccia a contatto con l'ambiente circostante.

## Descrizione della specie
Cappello 
5–10 cm, da emisferico a convesso, infine appianato, solitamente umbonato.
cuticolaviscida con tempo umido, spesso glutinosa, liscia, asportabile, prima di colore bruno-marrone uniforme, poi con macchie di colore giallo-zolfo;
margineprima involuto, poi disteso, arrotondato al gambo, conserva per un breve periodo residui del velo.
 Tubuli 
Lunghi 7–10 mm, fitti, adnati e lievemente decorrenti al gambo, da giallognoli a bruno-olivaceo con l'età,
 Pori 
grandi, angolosi, giallo chiaro, si macchiano di color bruno-ruggine con l'età
 Gambo 
Lungo 5–11 cm x 0,5–1 cm di diametro, cilindrico, robusto, pieno, poi farcito, giallo sopra l'anello, con toni ruggine alla base, cosparso di sottili granulazioni rosso-bruno scuro
 Anello 
Ampio, fioccoso-lanoso, biancastro, tende a scomparire lasciando in età avanzata solo una traccia circolare scura.
 Carne 
Soda, poi molle, giallo chiaro, imbrunente al taglio
- Odore: tenue, fruttato.
- Sapore: acidulo.

 Microscopia 
Sporemarroni in massa, ellissoidali-fusiformi, lisce, a parete spessa, guttulate, 8-12 x 4-5 µm.
Basidiclavati, tetrasporici, 22-34 x 5-9 µm.
Cheilocistidicilindrici, claviformi, fasciculati, incrostati, 44-81-21 x 6-9 µm.
Caulocistidicilindrici, claviformi, fasciculati, incrostati, 55-100 x 7-10 µm.
Pileipellisife aggrovigliate, senza giunti a fibbia, larghe, 5-8,5 µm.

## Reazioni macrochimiche
Con KOH si ha il viraggio prima al rosso con tendenza poi a scurirsi; con FeSO4 si ha un lento viraggio al grigio.

## Habitat
Simbionte, cresce in boschi di Pino cembro (Pinus cembra) con il quale stabilisce una micorriza esclusiva.

## Commestibilità
Non commestibile.

## Specie simili
- Suillus umbonatus e Suillus americanus. Il Suillus umbonatus ha generalmente pori più larghi, un cappello più umbonato spesso di colore più pallido. Maggiori difficoltà si incontrano per distinguere il S. americanus, specie molto vicina a quella in questione.

## Sinonimi e binomi obsoleti
- Ixocomus sibiricus Singer, Rev. Mycol. 3:46. 1938.
- Boletus sibiricus (Singer) Smith, Mushrooms in Their Natural Habitats, p. 220. 1949.